# Gordemitz
Gordemitz  ist ein Ortsteil der Gemeinde Jesewitz im Landkreis Nordsachsen in Sachsen.

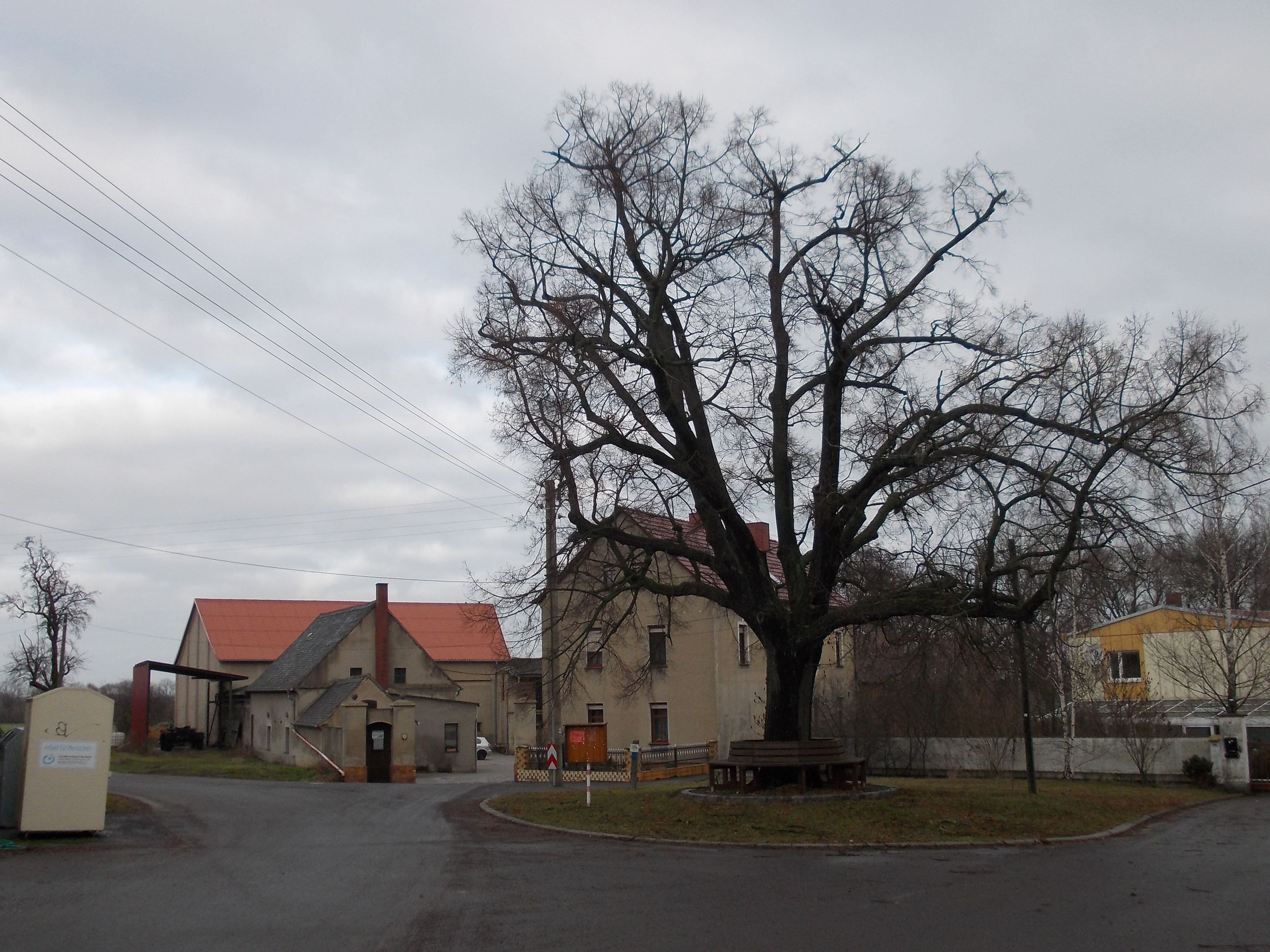
Ortskern von Gordemitz

## Geschichte
Gordemitz und sein Ortsname sind sorbischen Ursprungs und wurde erstmals im Jahr 1156 unter dem Namen Gurdunewice (Stolzendorf) urkundlich erwähnt. Seine ursprüngliche Anlage ist bis heute unverändert erhalten geblieben. Der Ort gehörte bis 1815 zum kursächsischen bzw. königlich-sächsischen Amt Eilenburg. Durch die Beschlüsse des Wiener Kongresses kam er zu Preußen und wurde 1816 dem Kreis Delitzsch im Regierungsbezirk Merseburg der Provinz Sachsen zugeteilt, zu dem er bis 1952 gehörte. Durch die 1815 erfolgte Abtretung von Gordemitz befand sich der Ort nun an der preußisch-sächsischen Landesgrenze. Im Ort befand sich seitdem ein preußisches Zollamt. Die südöstlich gelegene Region um Taucha gehörte zum Kreisamt Leipzig und war sächsisch geblieben.
Am 20. Juli 1950 erfolgte die Eingemeindung nach Jesewitz. Im Zuge der zweiten Kreisreform in der DDR im Jahr 1952 wurde Jesewitz mit seinen drei damaligen Ortsteilen dem Kreis Eilenburg im Bezirk Leipzig angeschlossen, welcher 1994 im Landkreis Delitzsch aufging. In den letzten Jahren vergrößerte sich der Ort erheblich. Zur Deckung dringenden Wohnbedarfs in der Gemeinde Jesewitz wurde im Ortsteil Gordemitz das Wohngebiet „Am Bahnhof“ ausgewiesen, welches mittlerweile mit über 40 Eigenheimen und Mehrfamilienhäusern bebaut wurde.

## Lage und Wirtschaft
Gordemitz in Sachsen liegt etwa 15 km nordöstlich der Messestadt Leipzig, 10 km südwestlich von Eilenburg, nahe am BMW-Werk Leipzig, direkt an der Bundesstraße 87 im Bereich der 15 Orte umfassenden Großgemeinde Jesewitz.
Das gesamte Territorium ist durch eine Kuppellandschaft geprägt. Die weiten Flächen werden überwiegend von landwirtschaftlichen Betrieben bearbeitet. Das erschlossene Gewerbe- und Industriegebiet an der B 87 bietet für produzierendes Gewerbe Platz. Im gesamten Gemeindeterritorium haben sich kleine und mittelständische Unternehmen angesiedelt.

## Persönlichkeiten
- Alexander von Danckelmann (1855–1919), Geograph und Meteorologe
- Friedrich Wilhelm Zimmermann (1826–1887), Kupferstecher